# Droit coutumier en France
Le droit coutumier est le droit reposant sur la coutume. En France, il s'agit essentiellement du droit de l'époque médiévale qui perdure sous l'Ancien Régime, lorsque la coutume est la principale source du droit.
Ses dispositions, consacrées par l'usage, s'imposent dans les rapports entre les personnes, les formes de possession ou d'usage des sols, les poids et mesures, les droits féodaux, les droits et prérogatives des différentes communautés en matière politique, civile et criminelle, le droit des élections et des successions, les droits et obligations du mariage, les eaux et forêts, ainsi que les procédures judiciaires. Il est aussi à l'origine des lois fondamentales du royaume et du droit des gens.
Dans les colonies du second empire colonial français, des tribunaux dits « coutumiers » ou « indigènes » servent d'instance de jugement pénal de 1er degré. De plus, des statuts civils particuliers, liés à l'indigénat, sont imposés ou reconnus aux habitants. Ces pratiques et règles qui ne correspondent pas à un droit normatif ne sont jamais codifiées, malgré plusieurs tentatives. À l'heure actuelle, il existe toujours un statut civil coutumier (ou « particulier ») applicable pour certaines personnes à Wallis-et-Futuna avec les rois coutumiers de Wallis-et-Futuna, mais aussi à Mayotte ou en Nouvelle-Calédonie. Ce statut particulier est mentionné dans l'article 75 de la Constitution et est appelé « statut personnel ».

## Codification des coutumes

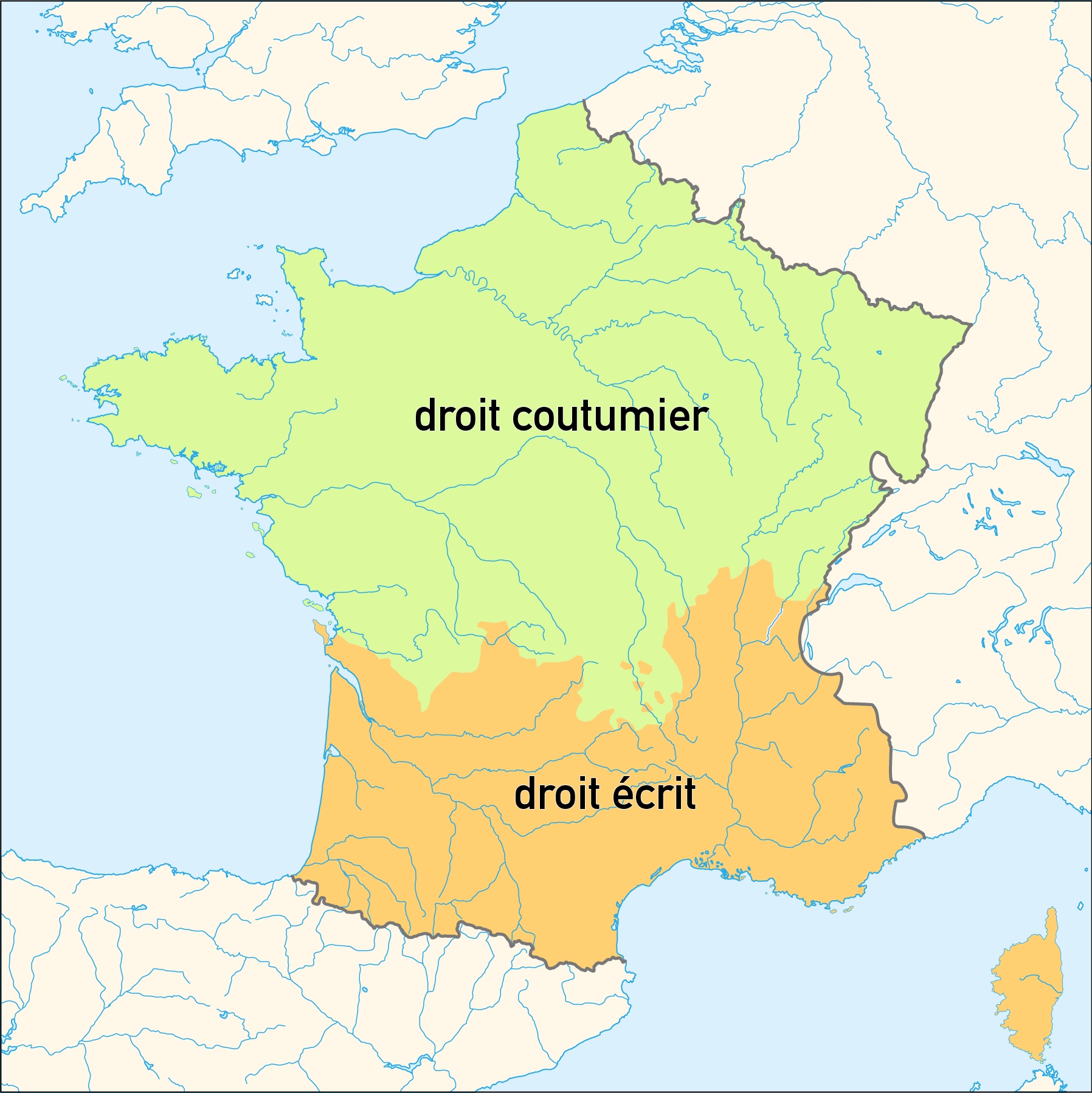
Pays de droit coutumier (dans le nord) et pays de droit écrit (sud) pendant l'ère d'Ancien droit.

Les coutumes locales ont fait l'objet en France de recueils, puis d'une codification, voire de réformations, publiées comme lettres patentes après une enquête publique et la convocation d'une assemblée provinciale. Seul le droit des personnes et des biens était concerné par ces codifications (droit privé), c'est-à-dire la matière traitée par le Code civil qui est une unification de tous les droits coutumiers. Dans les pays dits de droit écrit, le droit romain modifié par la jurisprudence tenait lieu de coutumes locales.
L'ordre de recueillir par écrit toutes les coutumes du royaume est donné par le roi Charles VII (1422-1461), en avril 1453 avant Pâques, par l'ordonnance de Montils-lès-Tours; le roi veut que désormais ses sujets soient jugés rapidement, avec des références en droit claires et précises. C’est aussi, pour le roi de Bourges un moyen de réaffirmer son autorité du monarque. Les coutumes sont destinées à former la base du droit, qui doit être enrichi par des ordonnances royales.

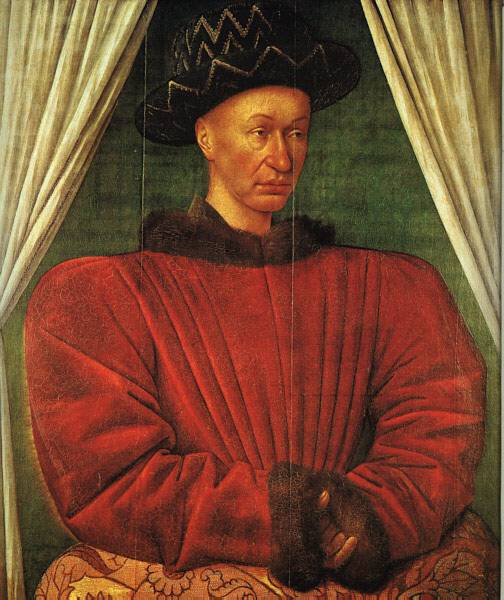
Portrait de Charles VII par Jean Fouquet (1420–1480).

La procédure, déterminée par le roi, prévoit que les coutumes seront rédigées en commun par les praticiens et les gens de chaque ordre, et ratifiées par le roi pour que les juges s'y soumettent sans qu’on puisse en alléguer d’autres .
Ce travail de rédaction se heurta à des résistances, et se poursuivit, avec divers aménagements, jusqu'au XVIIIe siècle.
On opposait le droit coutumier au droit écrit (issu du droit romain) avec lequel ils formaient le droit civiliste, qui lui-même s'opposait au droit canonique.

## La place du droit coutumier
Depuis la création, à partir de 1789, d'assemblées constituante et législatives qui se sont donné le pouvoir de faire ou de changer les lois organiques, civiles et criminelles, le droit coutumier n'a aujourd'hui qu'une place assez restreinte dans le système juridique français.
Toutefois, le droit coutumier est toujours en vigueur en Nouvelle-Calédonie, à Wallis-et-Futuna et à Mayotte, en tant qu'héritage du droit colonial. Les habitants de ces collectivité ou département d'outre-mer sont soumis à un statut spécifique, mentionné dans l'article 75 de la Constitution et appelé « statut personnel ».
En droit français, l'adage paterna paternis, materna maternis est une survivance d'une règle coutumière qui voulait que les biens d'un défunt retournassent lors de la succession dans sa famille par le sang. Cela traduisait une volonté de faire retourner les biens dans la famille dont ils proviennent. On retrouve aujourd'hui cette idée dans le principe de la fente successorale.

## Recueils de coutumes d'Ancien Régime par région

### Aquitaine
- Coutumes, privilèges et libertés dans le duché d'Aquitaine ; article du site de médiation scientifique L'Aquitaine ducale 1250-1450 ; institut Ausonius de l'université Bordeaux-Montaigne ; 2016 ; (lien sur le Livre des coutumes, 860 p) [lire en ligne]

### Angoumois, Aunis et La Rochelle
- La Coutume d'Angoumois, 10 octobre 1514, 121 articles.
- La Coutume du Pays d'Aunis et de La Rochelle, 1514
- Jean Vigier, Les Coutumes du pays et duché d'Angoumois, Aunis et gouvernement de La Rochelle, Paris, 1720.

### Auvergne
- Coutume d'Auvergne : recueil des lois civiles de la province d'Auvergne rédigé par Antoine Duprat. Sa rédaction est ordonnée en 1510 par Lettres patentes du roi Louis XII et enregistrée la même année. Elle reprend les lois recueillies dans le Practica forensis de Jean Mazuer.

### Berry
- François Ragueau, Indice des droits roiaux et seigneuriaux des plus notables dictions, termes et phrases de l'estat de la justice des finances & praticque de France. Recueilli des loix, coustumes, ordonnances, arrests, annales, histoires du Royaume de France et d'ailleurs, Paris, Pierre Chevalier, 1609,
- Les coustumes générales des pays et duché de Berry avec les annotations de Gabriel Labbé Sr de Monveron, conseiller & advocat du Roy au Bailliage & siège Présidial de Berry, à Bourges, seconde édition revue et augmentée, Paris, Nicolas Buon, 1607, in-4.

### Bourgogne
- Barthélemy de Chasseneuz, Commentaria de consuetudines ducatus Burgundiae, 1517 (l'auteur est membre du Parlement de Bourgogne).
- Juste Delaistre, Coutume des bailliages de Sens , de Langres et du comté de Montsaugeon. 1731, IV 560 pages + à la fin l'ancien texte de la coutume en 278 articles paginés de I à XIX.

### Bretagne
- La Coutume de Bretagne, 1401-1500, manuscrit en ligne sur Gallica.
- René de la Bigotière, Commentaires sur la coutume de Bretagne ou Institutions au Droit François par rapport à la même Coutume, Rennes, Pierre Garnier, 1702.
- de Motays, Coutume de Bretagne, et usances particulières de quelques villes et territoires de la Mesme province. Avec des observations très savantes, quantité de Décisions & d'Arrêts..., Nantes, Nicolas Verger, 1725 (l'auteur est avocat au Parlement de Bretagne).
- Pierre Hévin, Questions et observations concernant les matières féodales par rapport à la coustume de Bretagne, Rennes, Vatard, 1736.
- Michel Sauvageau, Coutumes de Bretagne avec les commentaires et observations pour l'intelligence, le véritable sens & l'usage des Articles obscurs, suivant les Edits, Déclarations, Ordonnances & Arrêts de Règlements rendus depuis la dernière réformation de ce coûtume, suivi de : La tres-ancienne Coûtume de Bretagne, Rennes, Joseph Vatar, 1737.
- Pierre Hévin, Bertrand d’Argentré, Charles Dumoulin, Coutumes générales du païs et duché de Bretagne; et usemens locaux de mesme Province. Avec les procez-verbaux des deux reformations, Rennes, Guillaume Vatar, 1745.
- Henri Potier de La Germondaye, Recueil des arrêts sur plusieurs questions de droit et de coutume..., Rennes, 1775
- Henri Potier de La Germondaye, Introduction au gouvernement des paroisses suivant la jurisprudence du Parlement de Bretagne, St-Malo, L.-H. Hovius, 1777.
- Henri Potier de La Germondaye, Recueil des arrests de règlement du Parlement de Bretagne.
- Marcel Planiol, La très ancienne coutume de Bretagne avec les Assises, Constitutions de Parlement et ordonnances ducales suivies d'un recueil de textes divers antérieurs à 1491, Rennes, Plihon et Hervé, 1896, en ligne sur Gallica.

- A. M. Poullain du Parc, Avocat au Parlement, Professeur Royal en Droit François des Facultés de Rennes, La Coutume et la Jurisprudence coutumière de Bretagne : Dans leur ordre naturel, Guillaume Vatar, Rennes, 1759, 372 p. (lire en ligne), p. 133 et suivantes

### Champagne
- Pierre Pithou, Coustumes du bailliage de Troyes en Champaigne. Avec quelques annotations sur icelles, Paris, Abel l'Angelier, 1600 (l'auteur est advocat en parlement, sieur de Savoye).
- Louis Le Grand, Coutume du Bailliage de Troyes, Paris, (Montalant), 1737.
- Juste Delaistre, Coutume de Chaumont en Bassigny, conférée avec l'Ancienne rédaction de la même coutume faite en l'année 1494. Paris 1723.

### Maine et Anjou
- Olivier de Saint-Vast, Commentaire sur les Coutumes du Maine et d'Anjou, ou Extrait raisonné des Autorités, Edits et Déclarations, Arrêts et Réglemens qui ont rapport à ces deux Coutumes. A Alençon, chez Jean-Zacharie Malassis le jeune, Inprimeur du Roi, de Monsieur et du Collège, rue du Jeudi, 1777-78-79.

### Normandie
- Pierre Le Chandelier, Iaques Mangeant, Coustumes du pays de Normandie anciens ressorts & enclaues d'iceluy, Caen, 1593.
- Josias Berault, La Coustume réformée du pays et duché de Normandie, anciens ressorts & enclaves d'iceluy, Rouen, 1612 (L'auteur est conseiller aux sieges de l'Admirauté & eaux & forests en la table de marbre du palais de Rouen & advocat au Parlement de Normandie).
- Coutumes du pays de Normandie, anciens ressorts et enclaves d'ycelui, Caen, chez la veuve d'Antoine Jouenne, 1691.
- Coutumes du pays et duché de Normandie, anciens ressorts et enclaves d'icelui…, Rouen (Besongne), 1741.
- Coutumes du pays et du duché de Normandie, anciens ressorts et enclaves d'icelui. Augmentée de plusieurs édits, déclarations, Arrêts & réglemens tant du Conseil que la de la Cour. Et d'une table des matières..., Rouen, Abraham Viret, 1754.
- Dictionnaire Analytique, Historique, Étymologique, Critique et Interprétatif de la Coutume de Normandie, Rouen, Leboucher, 1780-1782, Houard.

### Orléanais
- Coutumes de Lorris
- R.-J. Pothier, Coutumes des duché, bailliage et prévôté d'Orléans, et ressort d'iceux ; avec une introduction générale auxdites coutumes, & des introductions particulières à la tête de chaque titre, corrigées & augmentées, dans lesquelles les principes des matières contenues dans le titre, sont exposés & développés. Paris, Debure & Orléans, Rouzeau-Montaut, 1780.

### Paris
- Coutume de Paris.
- Jean-Marie Ricard, Coutumes du bailliage de Senlis. Ensemble, La Coutume de Senlis commentée par le même auteur, Paris, Michel-Etienne David, 1734.

### Nivernois
- Coutume de Nevers rédigée et signée au château de Moulins-Engilbert, en 1463-1464 à défaut de neuf articles et finalement signée définitivement en 1534 à Nevers.

### Poitou
- Joseph Boucheul, Coutumier général, ou Corps et compilation de tous les commentateurs sur la Coûtume du comté et pays de Poitou, avec les conférences des autres Coûtumes, les notes de Charles du Moulin et de nouvelles observations sur le tout, tant de Coûtume que de droit écrit, Poitiers, J. Faulcon, 1727.

### Saintonge
- Nicolas Bohier, Coutumes du pays de Saintonge, au siège de Saint-Jean-d'Angély, 1760
- Les coutumes du pays de Saintonge, 1520.
- Côme Béchet, L'Usance de Saintonge entre Mer et Charente, 1550

#### France médiévale
- André Gouron et Odile Terrin, Bibliographie des Coutumes de France. Editions antérieures à la Révolution, Genève, Droz, 1975
- Marta Peguera Poch, Aux origines de la réserve héréditaire du Code civil : la légitime en pays de coutumes (xvie-xviiie siècles), Aix-en-Provence, Presses universitaires d’Aix-Marseille, 2009
- Ada Maria Kuskowski, Vernacular Law: Writing and the Reinvention of Customary Law in Medieval France, Cambridge University Press, coll. « Studies in Legal History », 2022 (ISBN 978-1-009-21789-7, lire en ligne)
- Simon Langlois, François Guyné, Traité de la représentation, du double lien, et de la regle paterna paternis, materna maternis dans les coutumes de France. Paris, 1698.

#### Kanaky-Nouvelle Calédonie
- Paul de Deckker et Laurence Kuntz, La bataille de la coutume et ses enjeux pour le Pacifique Sud, Paris, L'Harmattan, 1998,  (ISBN 2-7384-6558-7)
- Paul de Deckker (dir.), Coutume autochtone et évolution du droit dans le Pacifique Sud, Paris, L'Harmattan, 1995,  (ISBN 2-7384-3469-X) (actes du colloque universitaire international, Nouméa, 12-13 juillet 1994, organisé par l'Université Française du Pacifique)
- Régis Lafargue, La coutume judiciaire en Nouvelle-Calédonie. Aux sources d’un droit commun coutumier, Presses universitaires d'Aix-Marseille, 2003, 307 p.
- Régis Lafargue,  La Coutume face à son destin. Réflexions sur la coutume judiciaire en Nouvelle-Calédonie et la résilience des ordres juridiques infra-étatiques, Paris, L.G.D.J (coll. Droit et Société), 2010,  (ISBN 978-2-275-02842-2), préface Alain Christnacht, note de lecture en ligne